# Мато Дошен
Мато Дошен (Загреб, 25. јун 1953 — Загреб, 2. април 2010) био је хрватски клавијатуриста, певач, музички продуцент, аранжер и текстописац.

## Биографија
Рођен је у Загребу 1953. године. Музиком се бави од детињства и младости. Завршио је музичку школу. Био је члан рок групе Изазов од 1977. до 1979. године, коју је основао са Ненадом Зубком. Својевремено је био један од најтраженијих аранжера и продуцената у Хрватској и неким суседним земљама. Често је био аутор, клавијатуриста и вокал у бројним песмама и албумима домаћих уметника, а међу естрадним звездама са којима је сарађивао било је много познатих уметника. Дошен је своју музичку каријеру започео као рок клавијатуриста и певач.
Године 1972. у Загребу оснива фанк/соул/поп групу Хобо. Први велики наступ имали су на Boom фестивалу у Љубљани 1974. године, а њихова песма 'Можда једном' објављена је у двоструком уживо фестивалском издању.
Објавили су сингл и албум под називом Хобо (Југотон, 1975), на којем је Дошен био главни текстописац. Убрзо је, међутим, распустио бенд и основао нову групу Изазов 1977. године, заједно са басистом Ненадом Зубком. Следеће године објавили су свој први сингл, а у студију су радили гитариста Ведран Божић и бубњар Пико Станчић.
Осамдесетих година постао је познат као аранжер. Радио је аранжмане за: Мишу Ковача, Магазин, Неду Украден, Оливера Драгојевића, Златка Пејаковића, Душка Локина, Арсена Дедића, Мери Цетинић, Дорис Драговић, Прљаво казалиште, Даниела Поповића, Тонија Цетинског и друге. Неке од најпознатијих песама за које је направио аранжмане су: Ако ме оставиш, Далмација у мом оку, Ти си пјесма моје душе, Пут путујем и др. Радио је и аранжман за песму Џули, са којом је Даниел Поповић освојио 4. место на Евровизији 1983. године и за песму Жељо моја, са којом је Дорис Драговић освојила 11. место на Евровизији 1986. и била диригент на Песми Евровизије 1984. са песмом Ћао аморе (Владо Калембер и Изолда Баруџија — 18. место). Учествовао је у стварању више од 100 албума хрватске популарне музике. Направио је аранжмане за више од 250 песама.
Певао је у дуету са Љиљаном Николовском (Магазин) у песми Све је плаво и са Недом Украден у песми Само је небо изнад нас. Био је пратећи вокал у неколико песама Неде Украден и у песми Ако је живот пјесма у извођењу Мери Цетинић.
Написао је речи песама Пенелопа у извођењу Габи Новак и Не вјеруј пјесми у сну Јасне Злокић.
Од 1988. године са супругом Весном Сречковић живео је у шпанском граду Марбељи. Имао је музички студио и ноћни клуб. Повремено је сарађивао са хрватским музичарима. У Хрватску се вратио 2008. године и поново радио као музички продуцент и аранжер. Последњи албум на којем је радио био је Не тражим истину Мате Мише Ковача.
Преминуо је од срчаног удара 2. априла 2010. године у Загребу.

## Награде
- 2010 — Порин за животно дело (постхумно)[7]

## Фестивали
Загреб:
- Она памти све (Вече слободне форме), '79
- Пусти сузу за све нас (Вече нових трендова шансоне), '86